# Like Some Cat from Japan
Like Some Cat from Japan  (Tokyo Broadcast 1978) es un bootleg en vivo por el músico británico David Bowie. Fue publicado el 4 de diciembre de 2020 a través de Hobo Records.

## Grabación

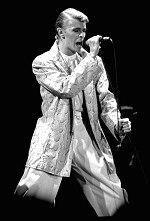
David Bowie actuando en Oslo, Noruega el 5 de junio de 1978.

Like Some Cat from Japan es un lanzamiento no oficial de Bowie, grabado al final de la gira de The World de 1978, concluyendo en el NHK Hall en Tokio, Japón la cual fue sujeto de muchas transmisiones en vivo alrededor del mundo.

## Lista de canciones
Todas las canciones escritas por David Bowie, excepto donde está anotado.
| Canciones de Like Some Cat from Japan |                        |                                   |          |  |
| N.º                                   | Título                 | Escritor(es)                      | Duración |  |
| 1.                                    | «Warszawa»             | David Bowie, Brian Eno            | 6:22     |  |
| 2.                                    | «“Heroes”»             | Bowie, Eno                        | 7:29     |  |
| 3.                                    | «Fame»                 | Bowie, John Lennon, Carlos Alomar | 4:05     |  |
| 4.                                    | «Beauty and the Beast» |                                   | 4:43     |  |
| 5.                                    | «Five Years»           |                                   | 4:04     |  |
| 6.                                    | «Soul Love»            |                                   | 2:54     |  |
| 7.                                    | «Stay»                 |                                   | 2:26     |  |
| 8.                                    | «Hang On to Yourself»  |                                   | 2:39     |  |
| 9.                                    | «Ziggy Stardust»       |                                   | 3:37     |  |
| 10.                                   | «Suffragette City»     |                                   | 3:33     |  |
| 11.                                   | «Station to Station»   |                                   | 13:28    |  |
| 12.                                   | «TVC 15»               |                                   | 4:12     |  |